# 龍紹基
龍紹基是前香港亞洲電視電視劇監製兼製作主管。
1979年加入麗的電視任職劇集助理編導，1981年升任編導，麗的易名亞洲電視後一度在1985年短暫離開，1987年重返亞洲電視任職劇集監製。

## 作品列表

### 麗的電視/亞洲電視

#### 助理編導
- 1979年：天龍訣
- 1980年：浮生六劫
- 1980年：小小心願
- 1981年：大控訴
- 1981年：大昏迷
- 1981年：對對糊

#### 編導
- 1981年：阿啦担梯
- 1982年：愛情跑道
- 1982年：大將軍
- 1982年：天堂有路
- 1982年：風塵三奇俠
- 1982年：再見狂牛
- 1983年：唐伯虎三戲秋香
- 1983年：誓不低頭續集
- 1983年：鐵膽英雄
- 1984年：醉拳王無忌
- 1984年：四大名捕
- 1984年：我愛美人魚

#### 監製
- 1987年：幽靈
- 1987年：武林故事
- 1988年：迷魂
- 1988年：法網柔情
- 1988年：黑夜
- 1989年：夜琉璃
- 1989年：城市劍客
- 1989年：天堂夢
- 1990年：單身靚族
- 1990年：滿清十三皇朝之血染紫禁城
- 1991年：廟街豪情
- 1992年：伯虎為卿狂
- 1992年：滿清十三皇朝之皇城爭霸
- 1993年：勝者為王III王者之戰
- 1993年：銀狐
- 1995年：城中姐妹花2之子夜情人
- 1995年：精武門
- 1997年：天長地久
- 1998年：呆佬賀壽
- 2010年：香港Go Go Go

### 台灣中國電視公司
- 1985年：傲嘯江胡

## 外部連結
- 龍紹基在香港影庫上的簡介